# Barbara Jonscher

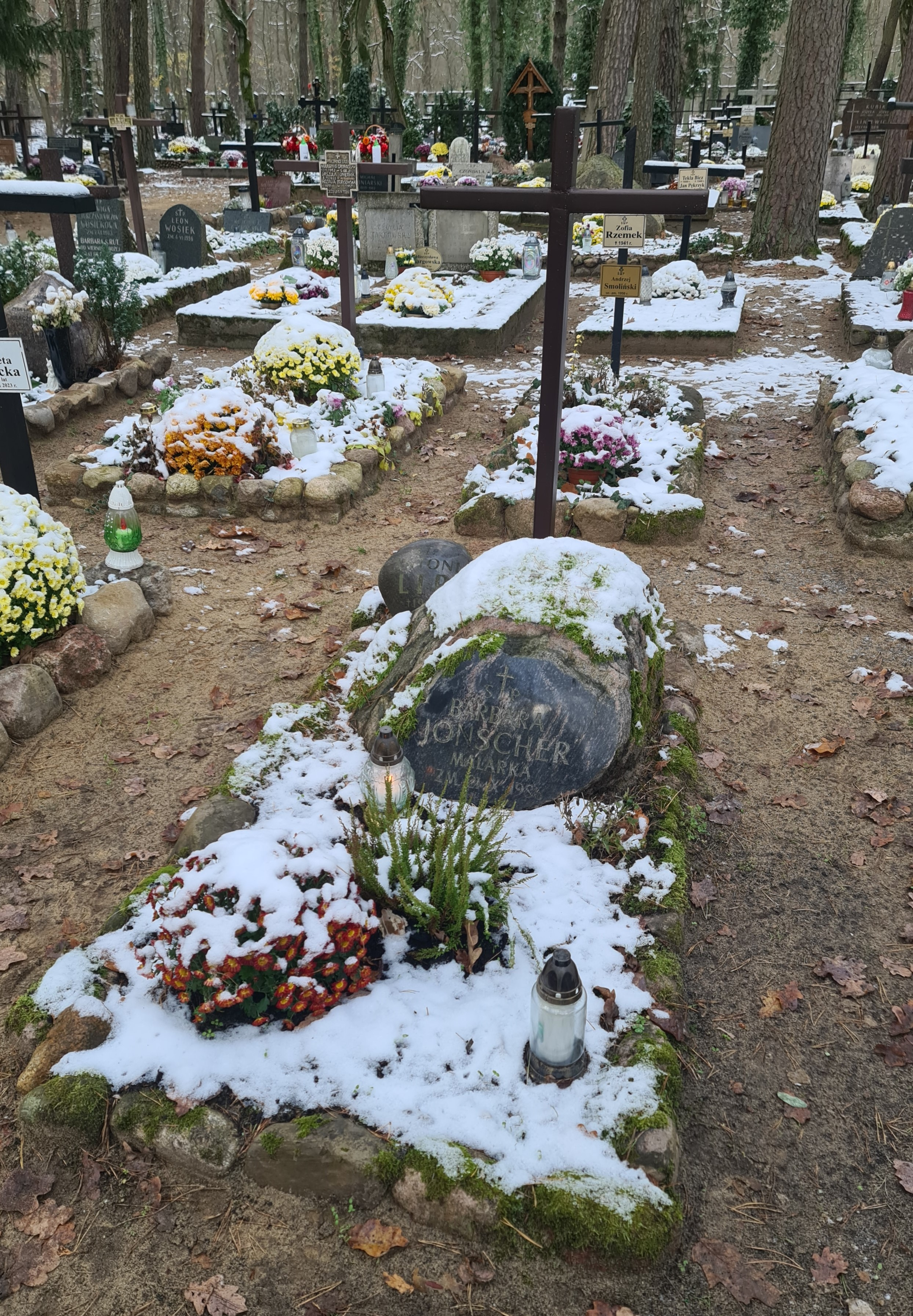
Grób Barbary Jonscher na cmentarzu leśnym w Laskach

Barbara Jonscher (ur. 16 kwietnia 1926 w Bydgoszczy, zm. 21 października 1986 w Warszawie) – polska malarka.

## Życiorys
Studiowała w Państwowej Wyższej Szkole Sztuk Plastycznych w Gdańsku (1948−1951) i Akademii Sztuk Pięknych w Warszawie (1951−1954). W 1955 uczestniczyła w Ogólnopolskiej Wystawie Młodej Plastyki „Przeciw wojnie – przeciw faszyzmowi”, tzw. „Arsenale”, otrzymała tam nagrodę za malarstwo i rysunek. Skupiała się na kilku zadaniach artystycznych, jak martwa natura, kwiaty, portret (Portret dziewczynki, 1955). Przede wszystkim jednak fascynował ją pejzaż. Była członkiem Klubu Krzywego Koła (od 1955).
W 1981 otrzymała Nagrodę im. Jana Cybisa.